# Les Herbiers
Les Herbiers est une commune française située dans le département de la Vendée en région Pays de la Loire.
Elle est située dans une position stratégique en Vendée, tant sur le plan touristique qu'économique, et constitue une ville centre à l'échelle de son aire d'influence. Elle est en effet la commune-centre de l'aire d'attraction des Herbiers, de son unité urbaine et de son bassin de vie. La ville fait partie de la zone d'emploi des Herbiers-Montaigu.

## Géographie

### Localisation
La ville des Herbiers, considérée comme la capitale du Haut-Bocage vendéen, au nord-est du département, la ville s'étend au pied du mont des Alouettes, site historique et touristique faisant partie du territoire communal.

### Communes limitrophes
Les communes limitrophes sont  Beaurepaire, Chanverrie, La Gaubretière, Les Epesses, Mesnard-la-Barotière, Mouchamps, Saint-Fulgent, Saint-Mars-la-Réorthe, Saint-Paul-en-Pareds et Vendrennes.
| Beaurepaire                         | La Gaubretière                 | Chanverrie            |
| Saint-Fulgent, Mesnard-la-Barotière | Herbiers                       | Les Épesses           |
| Vendrennes                          | Mouchamps Saint-Paul-en-Pareds | Saint-Mars-la-Réorthe |

### Géologie et relief
La commune est la 2e commune du département de la Vendée, en superficie[réf. nécessaire].
Le territoire municipal des Herbiers s’étend sur 8 887 hectares. L'altitude moyenne de la commune est de 131 mètres, avec des niveaux variant entre 69 et 245 mètres,.

### Hydrographie

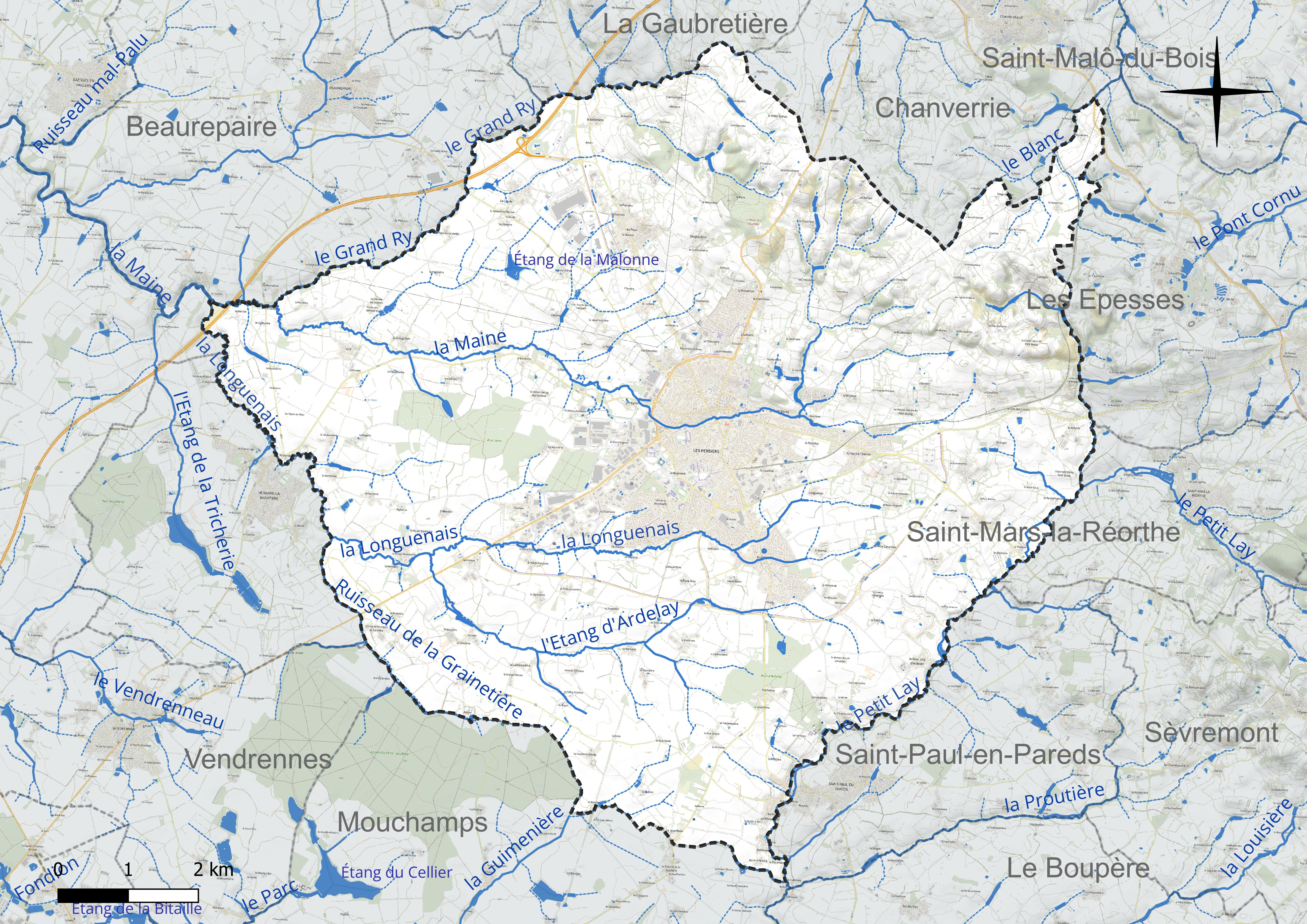
Carte hydrographique de la commune.

La commune est traversée par la Grande Maine. Le Petit Lay marque le territoire de la commune à l'est.

### Paysages
- Le bois du Dard
- Le bois du Landreau
- Le bois Vert
- Le bois Maha

### Climat
Pour des articles plus généraux, voir Climat des Pays de la Loire et Climat de la Vendée.
En 2010, le climat de la commune est de type climat océanique altéré, selon une étude du CNRS s'appuyant sur une série de données couvrant la période 1971-2000. En 2020, Météo-France publie une typologie des climats de la France métropolitaine dans laquelle la commune est exposée à un climat océanique et est dans la région climatique Bretagne orientale et méridionale, Pays nantais, Vendée, caractérisée par une faible pluviométrie en été et une bonne insolation.
Pour la période 1971-2000, la température annuelle moyenne est de 11,6 °C, avec une amplitude thermique annuelle de 14,2 °C. Le cumul annuel moyen de précipitations est de 860 mm, avec 12,8 jours de précipitations en janvier et 6,7 jours en juillet. Pour la période 1991-2020, la température moyenne annuelle observée sur la station météorologique de Météo-France la plus proche, « St-Fulgent_sapc », sur la commune de Saint-Fulgent à 13 km à vol d'oiseau, est de 12,6 °C et le cumul annuel moyen de précipitations est de 815,9 mm,. Pour l'avenir, les paramètres climatiques de la commune estimés pour 2050 selon différents scénarios d'émission de gaz à effet de serre sont consultables sur un site dédié publié par Météo-France en novembre 2022.

## Urbanisme

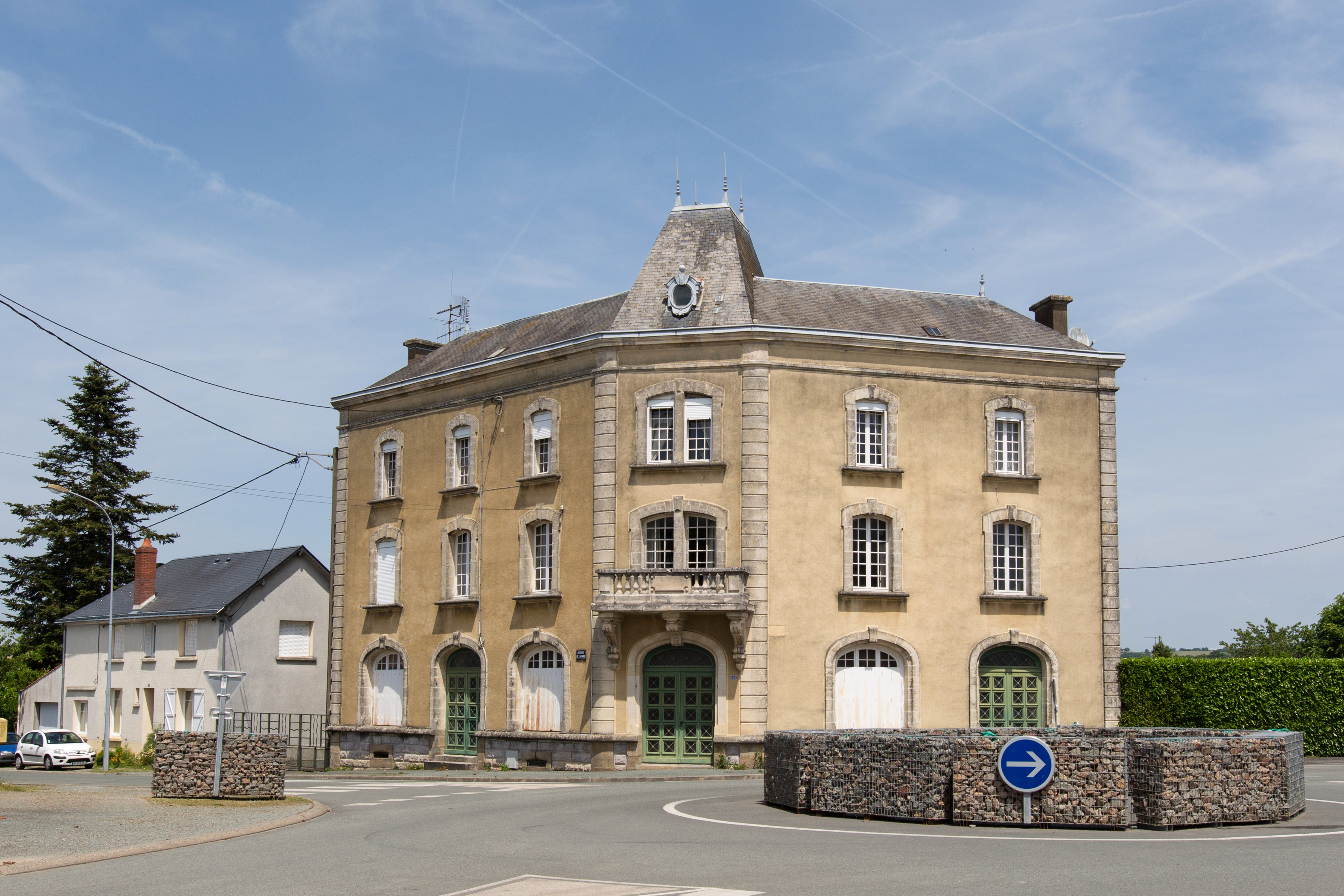
Bâtiment face à la gare.

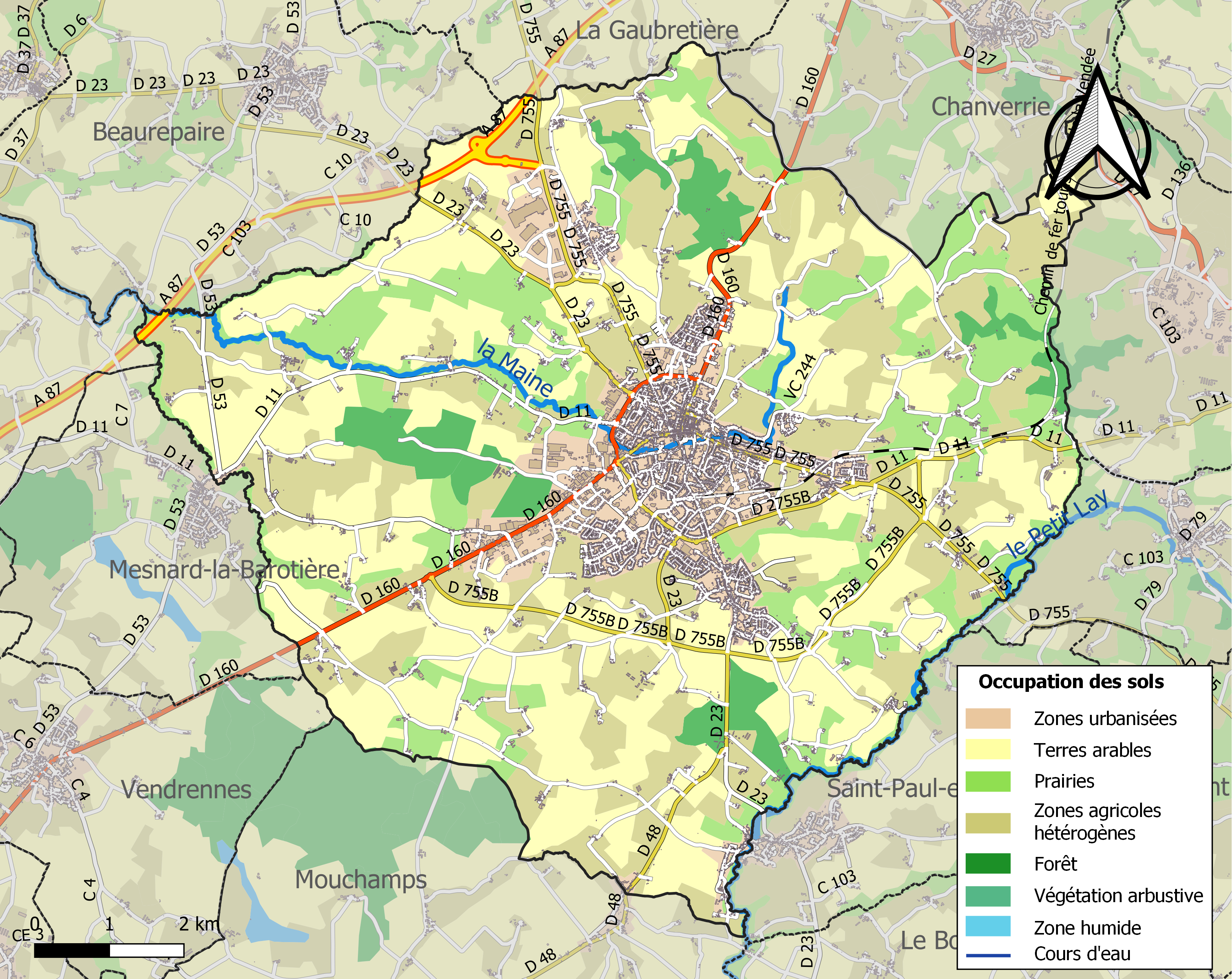
Carte des infrastructures et de l'occupation des sols de la commune en 2018 (CLC).

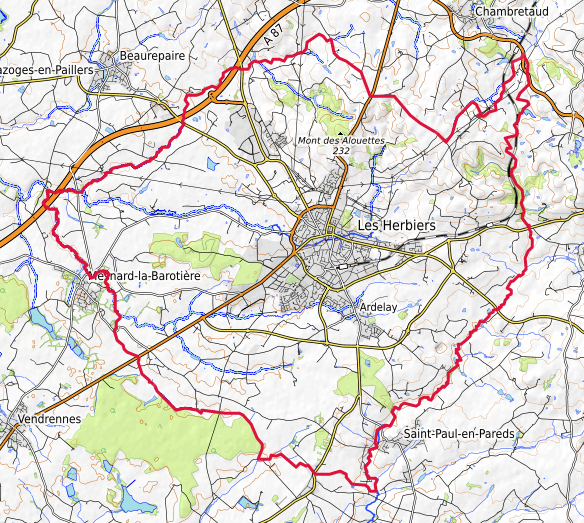
Carte topographique des Herbiers en 2020.

Le territoire des Herbiers est connu pour ses audaces architecturales, tant pour ses équipements publics que pour des réalisations privées (sièges sociaux, maisons de particuliers). On peut notamment y voir l'étonnante Tour des arts, lieu d'enseignement, de diffusion et de création artistique, le dojo intercommunal, l'écoquartier d'architecture contemporaine du Val de la Pellinière, le quartier du Grand Fief, les sièges sociaux des groupes Briand et Liébot.

### Typologie
Au 1er janvier 2024, Les Herbiers est catégorisée petite ville, selon la nouvelle grille communale de densité à sept niveaux définie par l'Insee en 2022. Elle appartient à l'unité urbaine des Herbiers, une unité urbaine monocommunale constituant une ville isolée,. Par ailleurs la commune fait partie de l'aire d'attraction des Herbiers, dont elle est la commune-centre,. Cette aire, qui regroupe 15 communes, est catégorisée dans les aires de 50 000 à moins de 200 000 habitants,.

### Occupation des sols
L'occupation des sols de la commune, telle qu'elle ressort de la base de données européenne d’occupation biophysique des sols Corine Land Cover (CLC), est marquée par l'importance des territoires agricoles (82,1 % en 2018), en diminution par rapport à 1990 (86,8 %). La répartition détaillée en 2018 est la suivante :
terres arables (35,3 %), zones agricoles hétérogènes (30,2 %), prairies (16,3 %), zones urbanisées (7,6 %), forêts (5,2 %), zones industrielles ou commerciales et réseaux de communication (5 %), cultures permanentes (0,3 %). L'évolution de l’occupation des sols de la commune et de ses infrastructures peut être observée sur les différentes représentations cartographiques du territoire : la carte de Cassini (XVIIIe siècle), la carte d'état-major (1820-1866) et les cartes ou photos aériennes de l'IGN pour la période actuelle (1950 à aujourd'hui).

### Habitat et logement
En 2020, le nombre total de logements dans la commune était de 7 587, alors qu'il était de 7 091 en 2015 et de 6 462 en 2010.
Parmi ces logements, 95 % étaient des résidences principales, 1,8 % des résidences secondaires et 3,2 % des logements vacants. Ces logements étaient pour 81,4 % d'entre eux des maisons individuelles et pour 17,7 % des appartements.
Le tableau ci-dessous présente la typologie des logements aux Les Herbiers en 2020 en comparaison avec celle de la Vendée et de la France entière. Une caractéristique marquante du parc de logements est ainsi la faible proportion des résidences secondaires et logements occasionnels (1,8 %) par rapport au département (23,8 %) et à la France entière (9,7 %).
| Typologie                                               | Les Herbiers | Vendée | France entière |
| ------------------------------------------------------- | ------------ | ------ | -------------- |
| Résidences principales (en %)                           | 95           | 71,1   | 82,1           |
| Résidences secondaires et logements occasionnels (en %) | 1,8          | 23,8   | 9,7            |
| Logements vacants (en %)                                | 3,2          | 5      | 8,2            |

### Voies de communication et transports
Depuis ses origines, Les Herbiers a été très bien desservie par des voies de communication. On comptait notamment la présence de deux voies romaines assez importantes : la première Nantes-Rom traversait la commune du nord-ouest (Les Herbiers) vers le sud-est (Ardelay), la deuxième reliait Les Herbiers à Mauléon via le Petit-Bourg et les hauteurs de la Gâtine vendéenne.
Sur le plan routier, la ville est aujourd'hui desservie par la RD 160 (ex-RN 160) et par la sortie no 29 de l'autoroute A87. Cette sortie comporte une aire village présentant les produits locaux et les animations en Vendée.

## Toponymie
La localité est attestée sous les formes de villis de Herbertis en 1195, de Herbetas en 1292, de Herbertis en 1354.
Comme le montrent la plupart des formes anciennes, il s'agit en réalité du nom de personne germanique Herbertus pris absolument (avec une désinence -as). Il se perpétue dans les noms de famille Herbert, Hébert, jadis fréquemment utilisés au Moyen Âge comme prénoms. L'apparition de l'article les est tardive et l'altération du second élément -berts en -biers est sans doute liée à l'étymologie populaire herbiers. Elle est motivée par la ressemblance phonétique entre le mot Herbert et le mot herbier, ainsi que le lien apparent qui existe avec l'environnement géographique. En effet les marécages et les zones humides sont très répandus dans la région. On sait qu'un ancien lac ou marécage existait par le passé entre Les Herbiers et le Petit-Bourg. D'ailleurs, une grande partie de ces zones humides de la zone des Herbiers ont disparu grâce à la construction de petits barrages et donc d'étangs. Les moines de l'abbaye de la Grainetière, au sud de la ville, en sont à l'origine afin de cultiver les terres.
La commune de Petit-Bourg-des-Herbiers absorbée en 1964 a porté, durant la Révolution, le nom de Les Petits-Herbiers.

## Histoire

### Préhistoire et Antiquité
Aux premiers temps, les lieux étaient désignés sous le nom d'“Herbauges” en raison de leur végétation luxuriante. Après la conquête de la Gaule par Jules César, la légion des Alouettes fut envoyée pour s'établir sur la colline du “blé en herbe”, qui devint par la suite connue sous le nom de mont des Alouettes.

### Moyen Âge
En 1130, la capitale agricole et commerciale s'établit à l'abbaye de la Grainetière, fondée par des moines bénédictins originaires de Saintonge. Six siècles plus tard, l'abbé Prévost y résida et y rédigea plusieurs pages de son célèbre roman “Manon Lescaut”. Durant le Moyen Âge, la région vit passer les Anglais, les compagnies de Du Guesclin, ainsi que les armées catholiques et protestantes, entraînant des vagues de massacres et d'incendies.
En 1547, François de Vivonne, propriétaire du château de Boistissandeau et reconnu comme l'un des meilleurs bretteurs du royaume, eut le jarret sectionné par Guy Chabot, Baron de Jarnac, lors d'un duel devant la cour royale au château de Saint-Germain-en-Laye, donnant naissance à l'expression “coup de Jarnac”.

### Époque contemporaine
Au XVIIIe siècle, Les Herbiers se distingue par ses marins éminents, notamment l'amiral Barrin, seigneur de La Limouzinière et l'amiral Henri-François des Herbiers de L'Étenduère. En 1747, ce dernier se fait remarquer au large du cap Finisterre, où il défend héroïquement pendant sept heures un convoi de 252 navires marchands en route pour ravitailler les Antilles contre 14 navires de guerre anglais. Il termine sa carrière en tant que chef d'escadre.
En 1730, un scientifique se distingue au château de Boistissandeau. Ami de Réaumur, Hillerin du Boistissandeau réalise des avancées significatives sur les travaux de Pascal en inventant une machine arithmétique, précurseur des ordinateurs et des grands calculateurs, certifiée par l'Académie des sciences, ainsi qu'un odomètre.
La Révolution marque une période sombre pour Les Herbiers. C'est au château des Herbiers que les généraux vendéens désignent Charette comme chef suprême de la grande armée catholique et royale. Deux mois plus tard, en février 1794, la colonne infernale du général Amey envahit le bocage. Dans la nuit du 31 janvier au 1er février, 60 habitants des Herbiers sont massacrés et la ville est incendiée. Pour commémorer ces événements tragiques et exprimer la gratitude envers les Vendéens, au XIXe siècle, la duchesse d'Angoulême fait édifier une chapelle expiatoire sur le mont des Alouettes, achevée un siècle plus tard.
La ville connaît une reconstruction progressive jusqu'au début du XXe siècle, période durant laquelle elle se développe grâce à l'essor des industries du textile et du meuble.
Georges Clemenceau, né dans la région, a joué un rôle majeur en tant que Président du Conseil, dreyfusard et opposant à la colonisation. Il a également été surnommé le "Père la Victoire" pour son rôle pendant la Première Guerre mondiale. Clemenceau attribuait ses principales qualités, telles que le courage, l'obstination et la combativité, à son caractère vendéen. En 1929, il est enterré simplement dans la propriété familiale au Colombier à Mouchamps, près des Herbiers.
En 1958, Henri Jeanneau, en voyant passer un bateau devant sa quincaillerie, décide de se lancer dans la construction nautique. Quelques années plus tard, Jeanneau devient l'un des premiers constructeurs mondiaux de bateaux de plaisance.
En 1964, la commune des Herbiers, instituée par la Révolution, absorbe celles du Petit-Bourg-des-Herbiers (située à l'est et au nord-est des Herbiers) et d'Ardelay (au sud et au sud-ouest),.

### Une histoire agricole et ouvrière
L'origine de la ville est méconnue mais également son histoire. On n'en connaît que très peu d'éléments. Les trois bourgs originaux, vivaient, comme la plupart des communes de l'époque, de l'élevage et de l'agriculture d'où les noms de métiers repérables dans les archives : laboureur, métayer, etc. Ces mots ont donné naissance à des noms de villages : métayer à la Métairie, fabrication de graines à la Grainetière ou encore le lavage des draps à la Drapelière. Néanmoins, Les Herbiers était également une ville ouvrière.

## Politique et administration

### Rattachements administratifs et électoraux

#### Rattachements administratifs
La commune se trouve dans l'arrondissement de La Roche-sur-Yon du département de la Vendée. Depuis 1793, elle était le chef-lieu du canton des Herbiers. Dans le cadre du redécoupage cantonal de 2014 en France, cette circonscription administrative territoriale a disparu et le canton n'est plus qu'une circonscription électorale.

#### Rattachements électoraux
Pour les élections départementales, la commune est depuis 2014 le bureau centralisateur d'un nouveau canton des Herbiers, porté de 8 à 17 communes (à sa recréation).
Pour l'élection des députés, elle fait partie de la quatrième circonscription de la Vendée.

### Intercommunalité
La ville des Herbiers est le siège de la communauté de communes du Pays des Herbiers, un établissement public de coopération intercommunale (EPCI) à fiscalité propre créé en 1995 et auquel la commune avait transféré un certain nombre de ses compétences, dans les conditions déterminées par le code général des collectivités territoriales.
En 2016, l'agence d'architecture « Atelier du Pont » a réalisé le siège de la communauté de communes. Construit en extension de la mairie des Herbiers, le bâtiment a été lauréat du Prix d'architecture de Vendée et a obtenu le Prix spécial aux Trophées Eiffel.

### Tendances politiques et résultats
Lors du premier tour des élections municipales de 2014 dans la Vendée, la liste DVD menée par Véronique Besse obtient la majorité absolue des suffrages exprimés avec 4 571 voix (57,75 %, 27 conseillers municipaux élus dont 15 communautaires), devançant très largement celles menées respectivement par :
- Myriam Violleau[20] (DVD, 2 285 voix, 28,87 %, 4 conseillers municipaux dont 2 communautaires) ;
- Thierry Cousseau (PS-PCF-EELV[21], 1 058 voix, 13,36 %, 2 conseillers municipaux élus dont 1 communautaire).

Lors de ce scrutin, 27,56 % des électeurs se sont abstenus.
Lors du premier tour des élections municipales de 2020 dans la Vendée, la liste DVD menée par la maire sortante Véronique Besse obtient la majorité absolue des suffrages exprimés avec 3 727 voix (67,17 %, 28 conseillers municipaux élus dont 15 communautaires, devançant très largement la liste DVG menée par Julie Mariel-Godard, qui a recueilli 1 821 voix (32,82 %, 5 conseillers municipaux élus dont 3 communautaires).
Lors de ce scrutin marqué par la pandémie de Covid-19 en France, 50,77 % des électeurs se sont abstenus.

### Liste des maires
| Période                                  | Période                      | Identité                 | Étiquette                  | Qualité |
| ---------------------------------------- | ---------------------------- | ------------------------ | -------------------------- | --- |
| Les données manquantes sont à compléter. |                              |                          |                            | |
|                                          |                              |                          |                            | |
| 1881                                     | 1892                         | Léon Aimé Mercerot       | Républicain                | Notaire Conseiller général du canton des Herbiers (1883 → 1889) |
| 1892                                     | 1899                         | Henri Moreau             |                            | Médecin |
| 1899                                     | 1902                         | Hippolyte Guérin         |                            | Négociant |
| 1902                                     | 1912                         | Gustave Lelièvre         |                            | |
| 1912                                     | 1928                         | Jean de Bermond d'Auriac | Indépendant                | Ancien officier Député de la Vendée (1919-1924) Conseiller général des Herbiers (1889 → 1895) |
| 1928                                     | 1945                         | Pierre Dabin             |                            | |
| mai 1945                                 | mars 1959                    | Émile Bertrand           |                            | Pharmacien |
| mars 1959                                | mars 1971                    | Jean Huteau              |                            | Pharmacien |
| mars 1971                                | mars 1983                    | Pierre Chatry            | DVD                        | Pharmacien Conseiller général des Herbiers (1961 → 1979) |
| mars 1983                                | mars 1989                    | Anselme Briand           |                            | Industriel Chevalier de l’Ordre national du Mérite et du Mérite agricole |
| mars 1989                                | juin 1995                    | Jeanne Briand            | DVD                        | Cadre, co-créatrice d’Alouette FM, épouse du précédent Présidente de la CC du Pays-des-Herbiers (1995) |
| juin 1995                                | mars 2014                    | Marcel Albert            | RPR puis UMP (PR) puis UDI | Industriel Conseiller régional des Pays de la Loire (1986 → 1998) Conseiller général des Herbiers (1992 → 1998) Président de la CC du Pays-des-Herbiers (1995 → 2014) |
| mars 2014                                | juillet 2022                 | Véronique Besse          | MPF puis DVD               | Ancienne journaliste Députée de la Vendée (4e circ.) (2005 → 2017; 2022 → ) Conseillère générale des Herbiers (1998 → 2015) Vice-présidente du conseil général de la Vendée (2001 → 2015) Présidente de la CC du Pays-des-Herbiers (2014 → 2022) Démissionnaire à la suite de son élection comme députée |
| juillet 2022                             | En cours (au 2 février 2023) | Christophe Hogard        | DVD                        | Ancien attaché parlementaire puis directeur de cabinet de Véronique Besse Conseiller départemental des Herbiers (2021 → ) Président de la CC du Pays des Herbiers (2022 → ) |

### Distinctions et labels

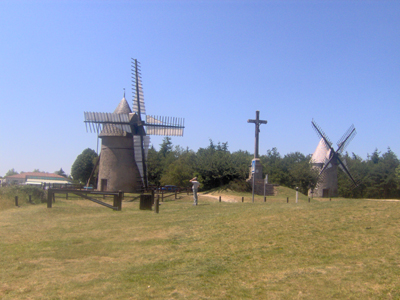
Le mont des Alouettes.

La ville des Herbiers a obtenu sa troisième fleur au concours des villes et villages fleuris lors du palmarès 2011 et, en 2007, le prix Art urbain, pour l'aménagement d'un quartier exemplaire en matière d'architecture contemporaine, le Val de la Pellinière.
En 2011, le pays des Herbiers a reçu pour la deuxième fois le Ruban du développement durable pour la période 2011-2013 pour ses actions en faveur d'un développement durable inscrites dans son Agenda 21. Il fait ainsi partie des 39 territoires distingués en France et le premier de la région des Pays de la Loire.

### Jumelages
Les Herbiers est une ville ouverte sur l'Europe et sur le monde. En témoignent les nombreux échanges et partenariats qui se sont tissés depuis plusieurs années entre les associations herbretaises (AJCAH, Tembo, JM'Sohati, etc.) et des pays voisins ou plus lointains comme le Togo, le Burkina Faso ou la Chine.
| Les Herbiers Newtown Coria Liebertwolkwitz |

Les Herbretais entretiennent cet esprit de solidarité et de fraternité grâce au dynamisme du comité de jumelage du pays des Herbiers qui a noué des relations fortes avec trois villes jumelées :
- Newtown (Pays de Galles) depuis 1999 ;
- Coria (Espagne) depuis 2000 ;
- Leipzig (Allemagne) depuis 2005 (depuis 1995 avec Les Épesses).

## Équipements et services publics

### Enseignement
La ville des Herbiers est rattachée à l'académie de Nantes.
| Établissement                 | Statut            | Type   | Adresse                          | Site internet |
| ----------------------------- | ----------------- | ------ | -------------------------------- | ------------- |
| École Jacques Prévert         | École élémentaire | Public | 6 place du Champ de Foire        | Site          |
| École Brandon-Saint Joseph    | École primaire    | Privé  | 1, rue Saint-Exupéry             | Site          |
| École Saint-Sauveur d'Ardelay | École primaire    | Privé  | rue Monseigneur Massé            | Site          |
| École du Petit-Bourg          | École primaire    | Privé  | 30, rue Nationale                | Site          |
| École de la Métairie          | École primaire    | Public | 3 rue Michel Richard Delalande   | Site          |
| École Françoise Dolto         | École primaire    | Public | 24, rue Saint-Blaise             | Site          |
| Collège Jean Yole             | Collège           | Privé  | 2 Rue de l'amiral de l'Étenduère | Site          |
| Collège Jean Rostand          | Collège           | Public | 55, rue de la Demoiselle         | Site          |
| Lycée Jean XXIII              | Lycée             | Privé  | Avenue des Sables                | Site          |
| Lycée Jean Monnet             | Lycée             | Public | 57, rue de la Demoiselle         | Site          |

## Population et société

### Démographie
Les habitants de la commune sont appelés les Herbretais et Herbretaises.

#### Évolution démographique
L'évolution du nombre d'habitants est connue à travers les recensements de la population effectués dans la commune depuis 1800. Pour les communes de plus de 10 000 habitants les recensements ont lieu chaque année à la suite d'une enquête par sondage auprès d'un échantillon d'adresses représentant 8 % de leurs logements, contrairement aux autres communes qui ont un recensement réel tous les cinq ans,.

En 2022, la commune comptait 16 589 habitants, en évolution de +3,86 % par rapport à 2016 (Vendée : +5,33 %, France hors Mayotte : +2,11 %).
| 1800  | 1806  | 1821  | 1831  | 1836  | 1841  | 1846  | 1851  | 1856  |
| ----- | ----- | ----- | ----- | ----- | ----- | ----- | ----- | ----- |
| 1 150 | 2 047 | 2 371 | 2 826 | 2 664 | 2 925 | 3 171 | 3 377 | 3 365 |

| 1861  | 1866  | 1872  | 1876  | 1881  | 1886  | 1891  | 1896  | 1901  |
| ----- | ----- | ----- | ----- | ----- | ----- | ----- | ----- | ----- |
| 3 500 | 3 597 | 3 681 | 3 562 | 3 608 | 3 726 | 3 797 | 3 571 | 3 718 |

| 1906  | 1911  | 1921  | 1926  | 1931  | 1936  | 1946  | 1954  | 1962  |
| ----- | ----- | ----- | ----- | ----- | ----- | ----- | ----- | ----- |
| 3 884 | 3 907 | 3 834 | 3 780 | 3 832 | 3 729 | 3 988 | 4 429 | 4 916 |

| 1968  | 1975   | 1982   | 1990   | 1999   | 2006   | 2011   | 2016   | 2021   |
| ----- | ------ | ------ | ------ | ------ | ------ | ------ | ------ | ------ |
| 9 050 | 10 599 | 12 049 | 13 413 | 13 932 | 14 833 | 15 390 | 15 972 | 16 453 |

| 2022   | - | - | - | - | - | - | - | - |
| ------ | - | - | - | - | - | - | - | - |
| 16 589 | - | - | - | - | - | - | - | - |

#### Pyramide des âges
En 2018, le taux de personnes d'un âge inférieur à 30 ans s'élève à 35,1 %, soit au-dessus de la moyenne départementale (31,6 %). À l'inverse, le taux de personnes d'âge supérieur à 60 ans est de 26,4 % la même année, alors qu'il est de 31,0 % au niveau départemental.
En 2018, la commune comptait 8 074 hommes pour 8 061 femmes, soit un taux de 50,04 % d'hommes, légèrement supérieur au taux départemental (48,84 %).
Les pyramides des âges de la commune et du département s'établissent comme suit :
| Hommes | Classe d’âge | Femmes |
| ------ | ------------ | ------ |
| 1,0    | 90 ou +      | 1,9    |
| 7,3    | 75-89 ans    | 8,5    |
| 16,2   | 60-74 ans    | 17,7   |
| 20,3   | 45-59 ans    | 19,5   |
| 19,2   | 30-44 ans    | 18,3   |
| 17,7   | 15-29 ans    | 16,2   |
| 18,2   | 0-14 ans     | 17,9   |

| Hommes | Classe d’âge | Femmes |
| ------ | ------------ | ------ |
| 0,8    | 90 ou +      | 2,2    |
| 8,7    | 75-89 ans    | 11,1   |
| 20,3   | 60-74 ans    | 21,3   |
| 20     | 45-59 ans    | 19,4   |
| 17,5   | 30-44 ans    | 16,8   |
| 15     | 15-29 ans    | 13,2   |
| 17,7   | 0-14 ans     | 16,1   |

### Manifestations culturelles et festivités
- Free sons divers en février.
- Festavril pour les plus jeunes en avril.
- Le Printemps des poètes en mars.
- Festival Jazz à la tour en octobre.

### Sports et loisirs

#### Clubs et équipements

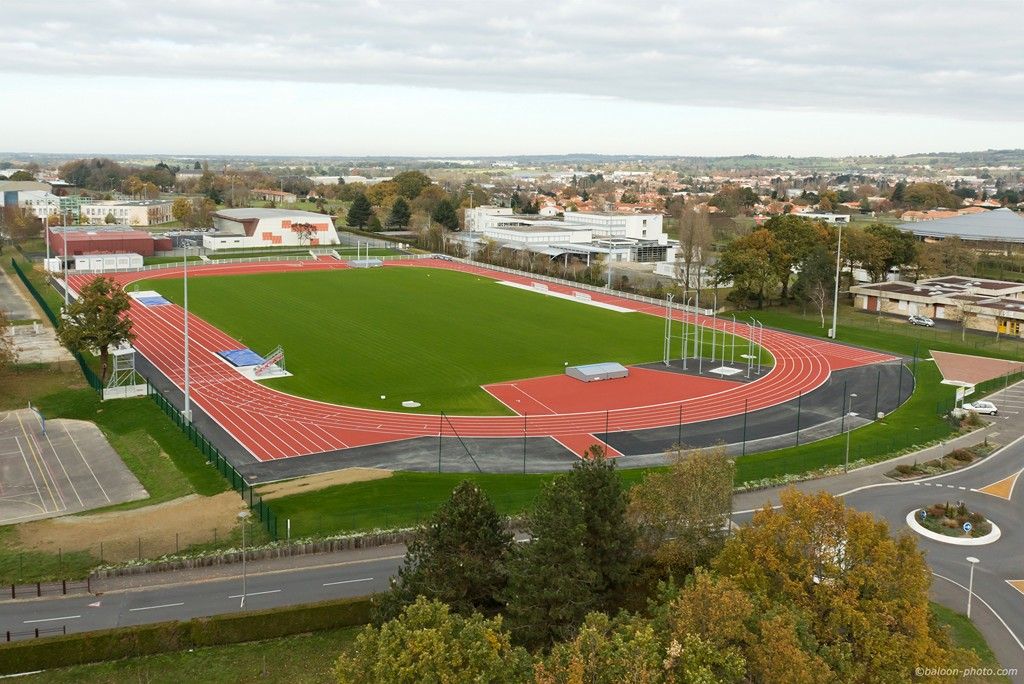
Le stade d'athlétisme de la Demoiselle.

La ville des Herbiers compte 44 clubs réunissant plus de 5 300 licenciés, regroupés au sein de l'office municipal des sports. Toutes les disciplines sont représentées, les sports d'équipes (foot, volley, basket, handball, rugby, twirling) comme individuels (tennis de table, natation, équitation, athlétisme, escrime, arts martiaux et sports de combat, Sepak-takrow).
En 2018, la ville des Herbiers bénéficie de nombreux équipements dont un terrain de football synthétique et un stade d'athlétisme qui accueille également les matches d'honneur du rugby. Des investissements accompagnent les bons résultats des clubs évoluant au niveau national (basket, foot, volley, roller, hand-ball et billard) et d'athlètes herbretais qui s'illustrent au niveau international.
- Athlétique Club du bocage vendéen
- Réveil Sportif Ardelaysien
- Vendée Les Herbiers Football (VHF)
- Les Herbiers Vendée Handball (Les Herbiers VHB)
- Les Herbiers Vendée Basket (LHVB)
- Vendée Volley-Ball Club Herbretais
- Rugby Club Herbretais
- Les Alouettes Gymnastique
- Club de Natation Herbretais
- Judo club Les Herbiers
- Cyclo tourisme Herbretais
- Club d'escrime
- Vendée Roller Marathon
- Badminton House
- Le Tennis Club Herbretais
- Les Herbiers Vendée Triathlon (LHVT)
- Twirling club L’Étoile d'Or

#### Évènements
Le sport aux Herbiers sait aussi créer l'événement, chaque mois d'octobre, avec le Chrono des Nations — la référence mondiale du contre-la-montre alliée à une grande foire commerciale — et le Vendée Roller Marathon.
En 2011, après Londres, Monaco, et Rotterdam, Les Herbiers accueillent le dispositif du grand départ du tour de France : 1 500 journalistes, le village du Tour pour la première fois ouvert au public et l'arrivée de la première étape au mont des Alouettes.

#### Football
Le 17 avril 2018, au stade de la Beaujoire à Nantes, le VHF se qualifie pour la finale de la coupe de France de football aux dépens de Chambly, autre club de National 1, par 2 buts à 0. C'est la première fois qu'un club vendéen arrive en finale de la compétition. La finale est jouée le 8 mai 2018 contre le Paris Saint-Germain Football Club (PSG) et se termine par une défaite du VHF par 2 buts à 0.

## Économie
La commune compte plus de 11 000 emplois[Quand ?], près de 150 entreprises de plus de 8 salariés. Il s'agit du 2e bassin d'emploi le plus dynamique de France[réf. souhaitée].
Depuis les années 1970, l'économie herbretaise connaît un essor spectaculaire, et cela grâce au mariage gagnant entre une multitude de PME innovantes et de grandes entreprises. La commune compte sur son territoire un certain nombre d'usines et de sièges sociaux d'entreprises de dimension nationale et internationale :
- les chantiers nautiques Jeanneau, leader mondial dans la construction de bateaux de plaisance ;
- Général transmission, leader mondial d'organes de transmission pour les équipements d'entretien (tondeuse, etc.) ;
- CWF, 1er bureau de style d'habillement pour enfant haut de gamme et de luxe en Europe (Timberland, DKNY, Hugo Boss) ;
- le Groupe Liébot, leader dans la construction de façades métalliques et de fenêtres alu (Marque K.Line) ;
- IP3 Vendée, spécialiste en injection thermoplastique (23,5M € CA, 160 p. en 2019)[41] ;
- La Boulangère, leader dans la viennoiserie ;
- Euralis gastronomie, leader mondial dans le foie gras ;
- Alouette FM, 1re radio régionale de France[42].

Cet essor s'accompagne d'un développement commercial important autour de quatre pôles : le centre commercial Hyper U, le centre commercial Leclerc, la zone de la Buzenière (avec ses magasins d'usine) et le quartier de la Tibourgère. De nombreuses enseignes nationales y sont présentes (Decathlon, Etam, Gémo, Jules, Armand Thierry, Intersport, Europcar).
La ville possède une antenne de la Chambre de commerce et d'industrie de la Vendée.
Le 20 février 2018, le journal de 20h de France 2 consacre un reportage à la ville des Herbiers et à son économie florissante : "Les Herbiers - le plein emploi en France".

## Culture locale et patrimoine

### Lieux et monuments

#### Patrimoine militaire
- Le château des Herbiers : encore appelé château Bousseau (du nom de ses anciens propriétaires) : forteresse du XIVe siècle.
- Le château d'Ardelay : fortification du début du XVe siècle sur motte féodale primitive  Inscrit MH (1927)[43].
- Le manoir du Bignon (XVIe siècle).
- Le château de Boistissandeau : château Renaissance (fin XVIe siècle), et son jardin à la française classé  Inscrit MH (1958)[44].
- Le château de l'Étenduère : ruines romantiques du XVIIe siècle.
- Le château du Landreau : parc et vestiges du XVIIe siècle.

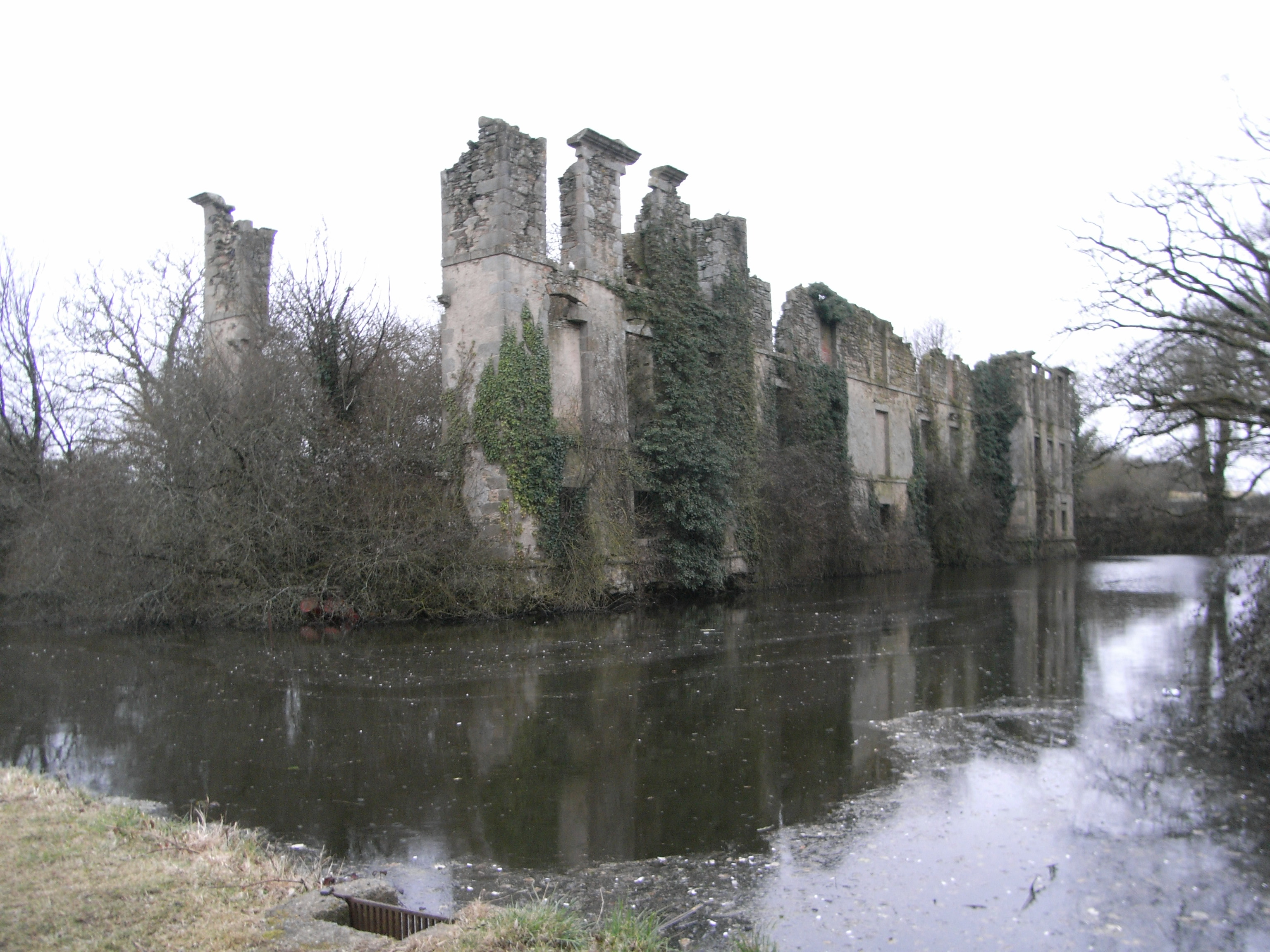
Château de l'Étenduère.
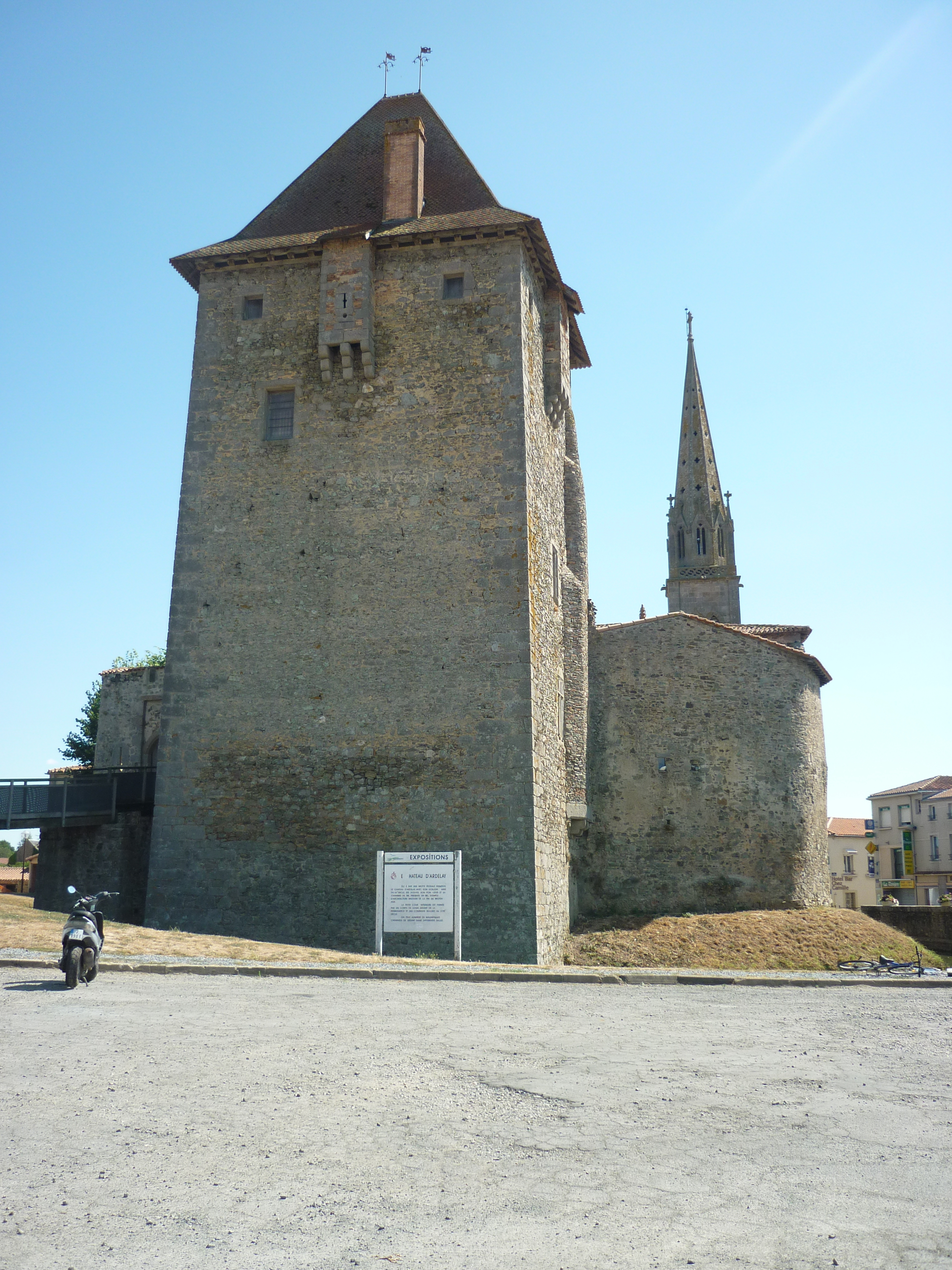
Château d'Ardelay.
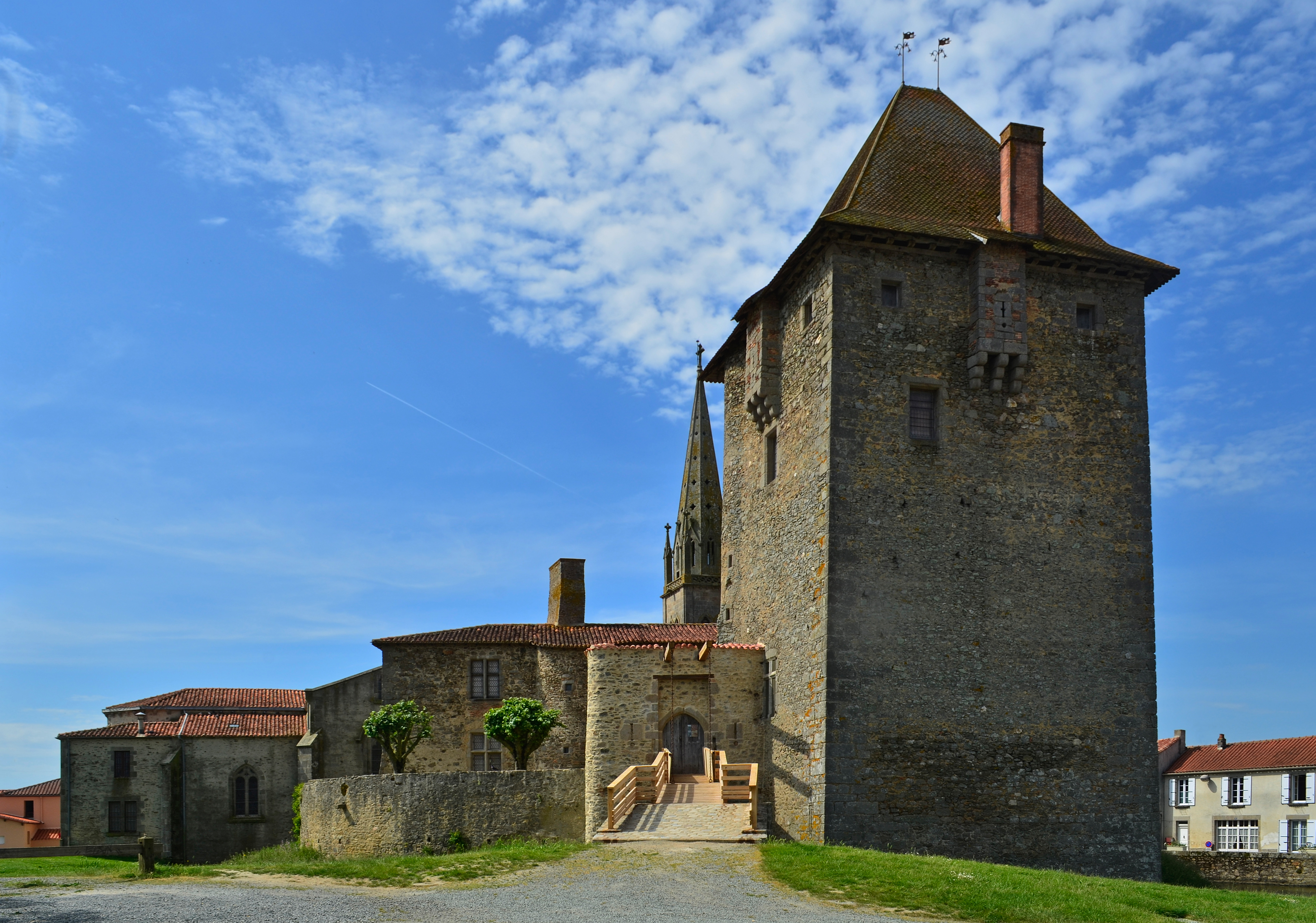
Château d'Ardelay.
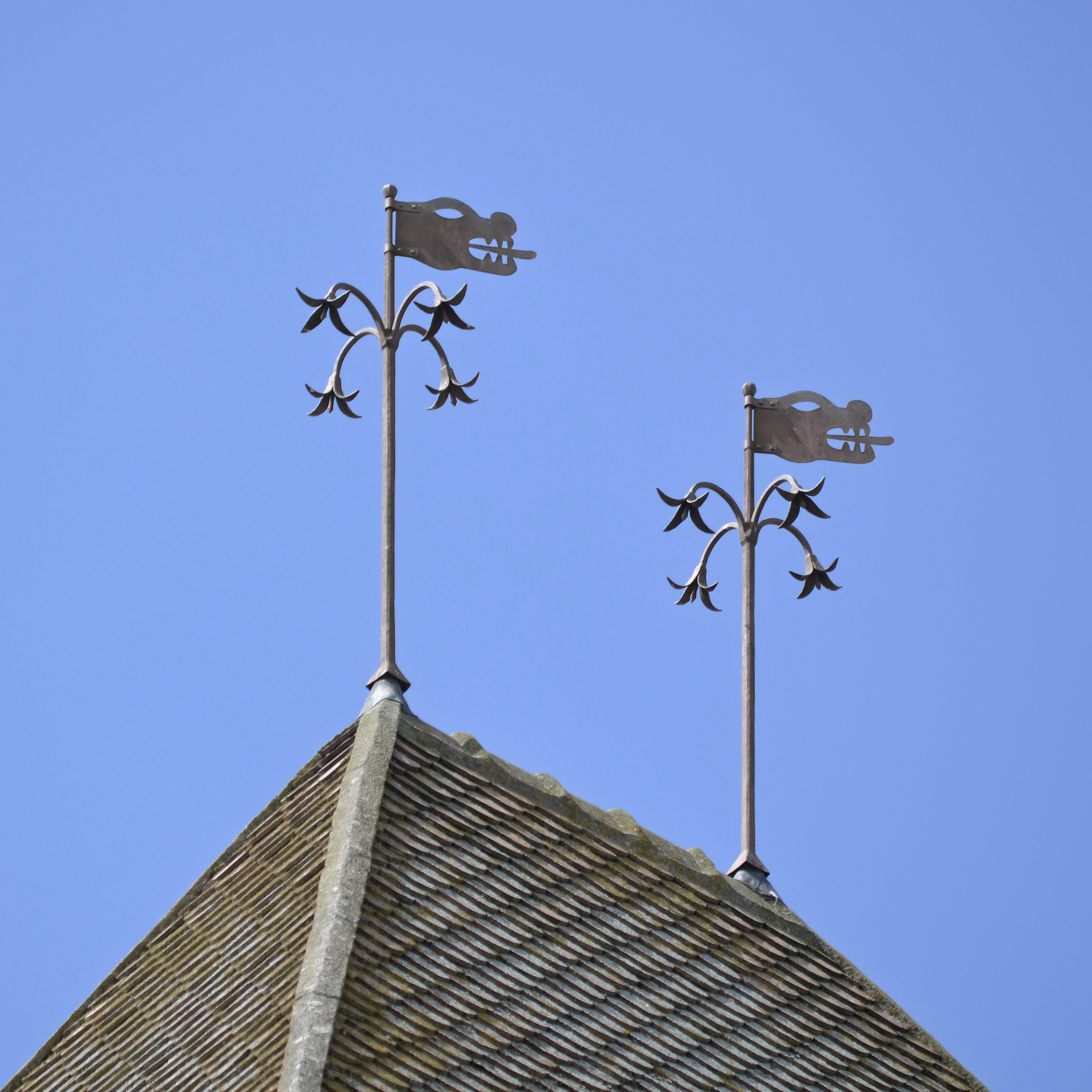
Girouettes du château d'Ardelay.
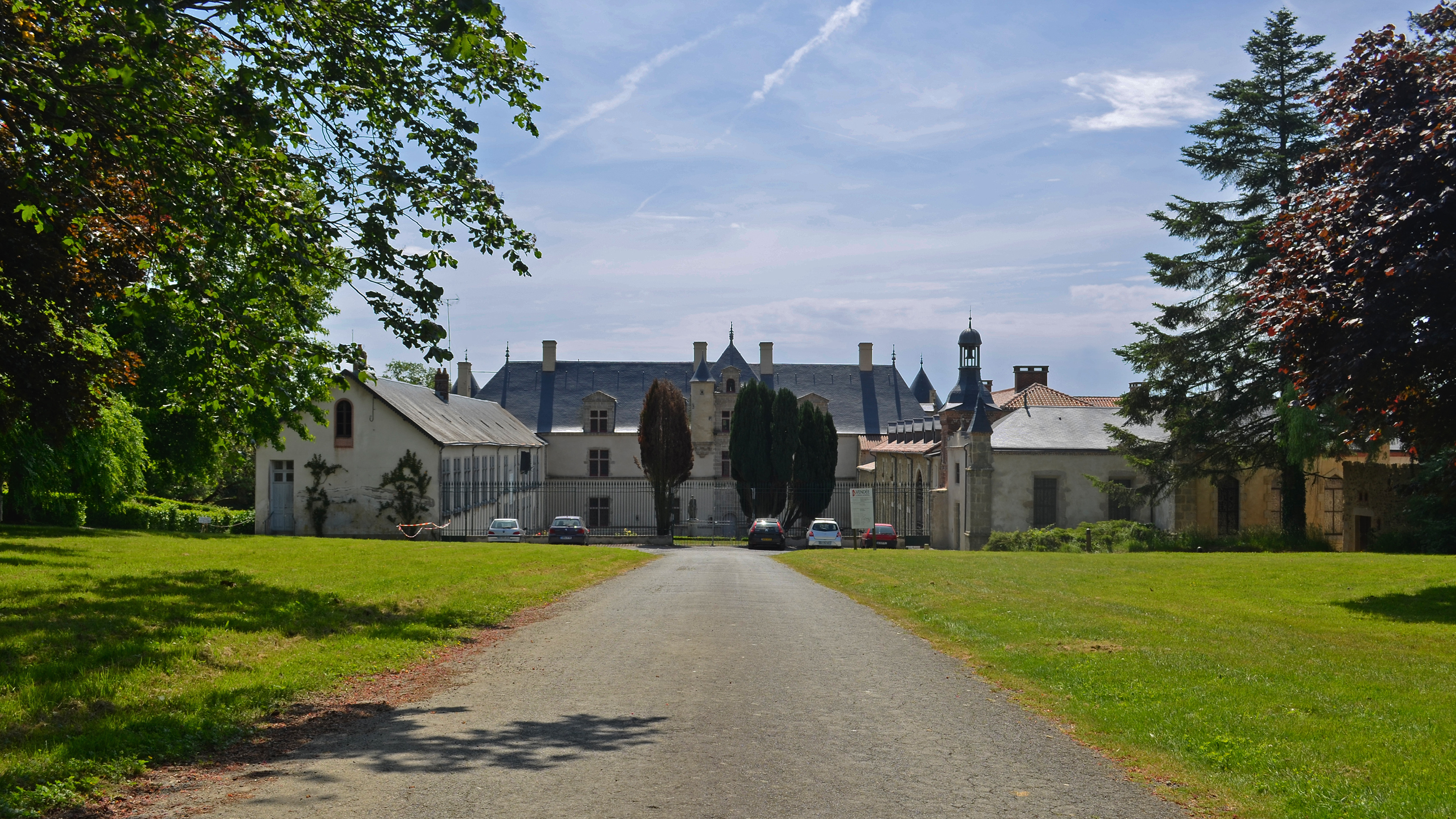
Château de Boistissandeau.

#### Patrimoine religieux
- L'église Saint-Pierre des Herbiers à l'angle de la Grande rue Saint-Blaise et de la rue Nationale.
- L'église Notre-Dame-de-l'Immaculée-Conception du Petit-Bourg-des-Herbiers.  Inscrit MH (1927)[45].
- L'église Saint-Sauveur d'Ardelay. L'église est, par l'arrêté 2010-927 du maire des Herbiers, fermée au public et ne sera rouverte « qu'après confortation ou réalisation de l'ensemble des travaux conformément à la réglementation en vigueur », depuis le 21 décembre 2010, en vertu des articles L 2212.1 et L 2212.2 du code général des collectivités territoriales (CGCT) et R 123.46 et R 111-19 à R 111-19-30 du code de la construction et de l'habitation et de l'arrêté préfectoral no 01/CAB-SIDPC/113 qui font « considérer que la sécurité du public est gravement et immédiatement menacée ».
- L'abbaye Notre-Dame de la Grainetière : abbaye bénédictine du XIIe siècle.  Classé MH (1946)[46].
- Chapelle du Mont des Alouettes.

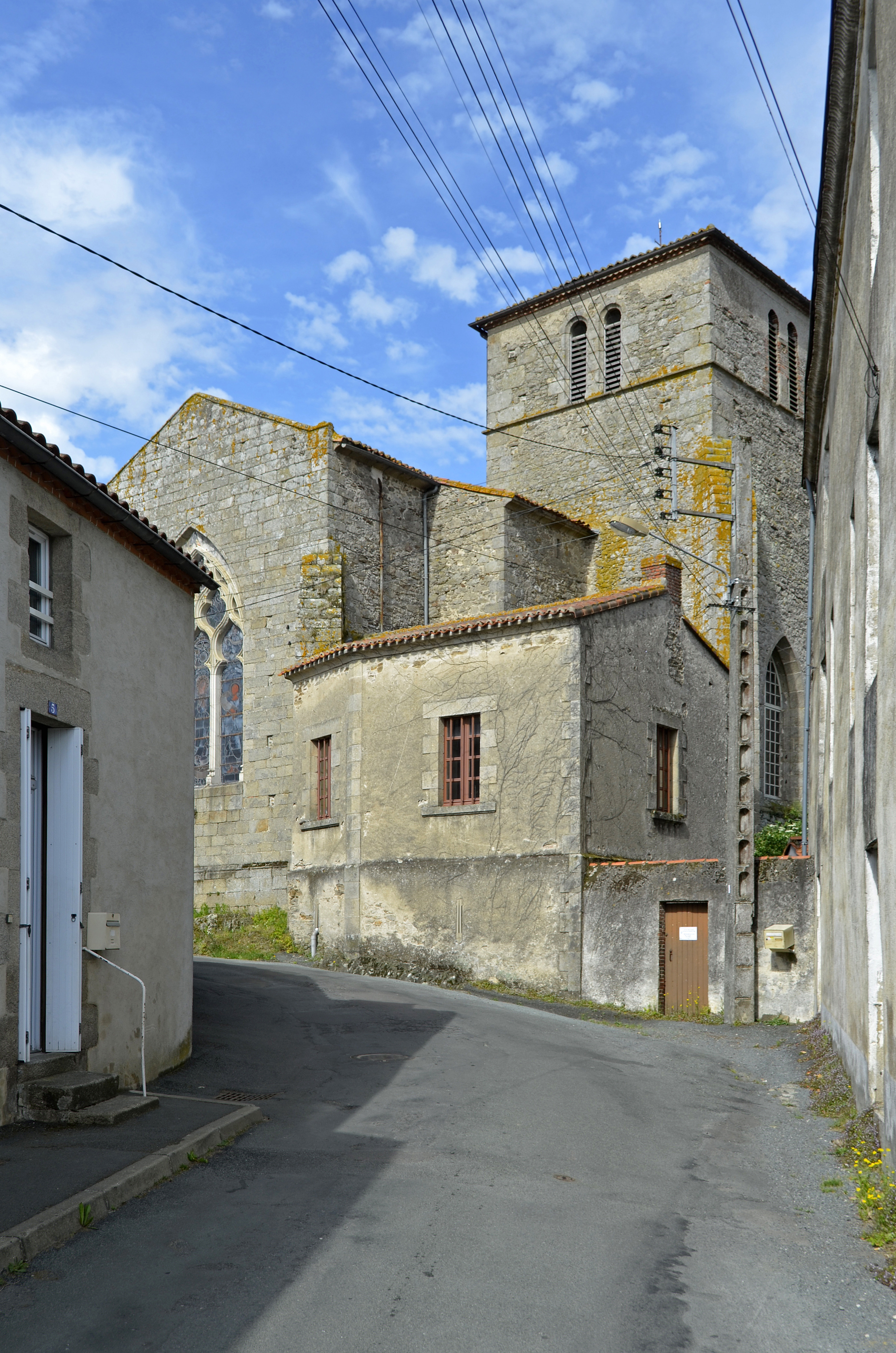
Église Notre-Dame-de-l'Immaculée-Conception du Petit-Bourg-des-Herbiers
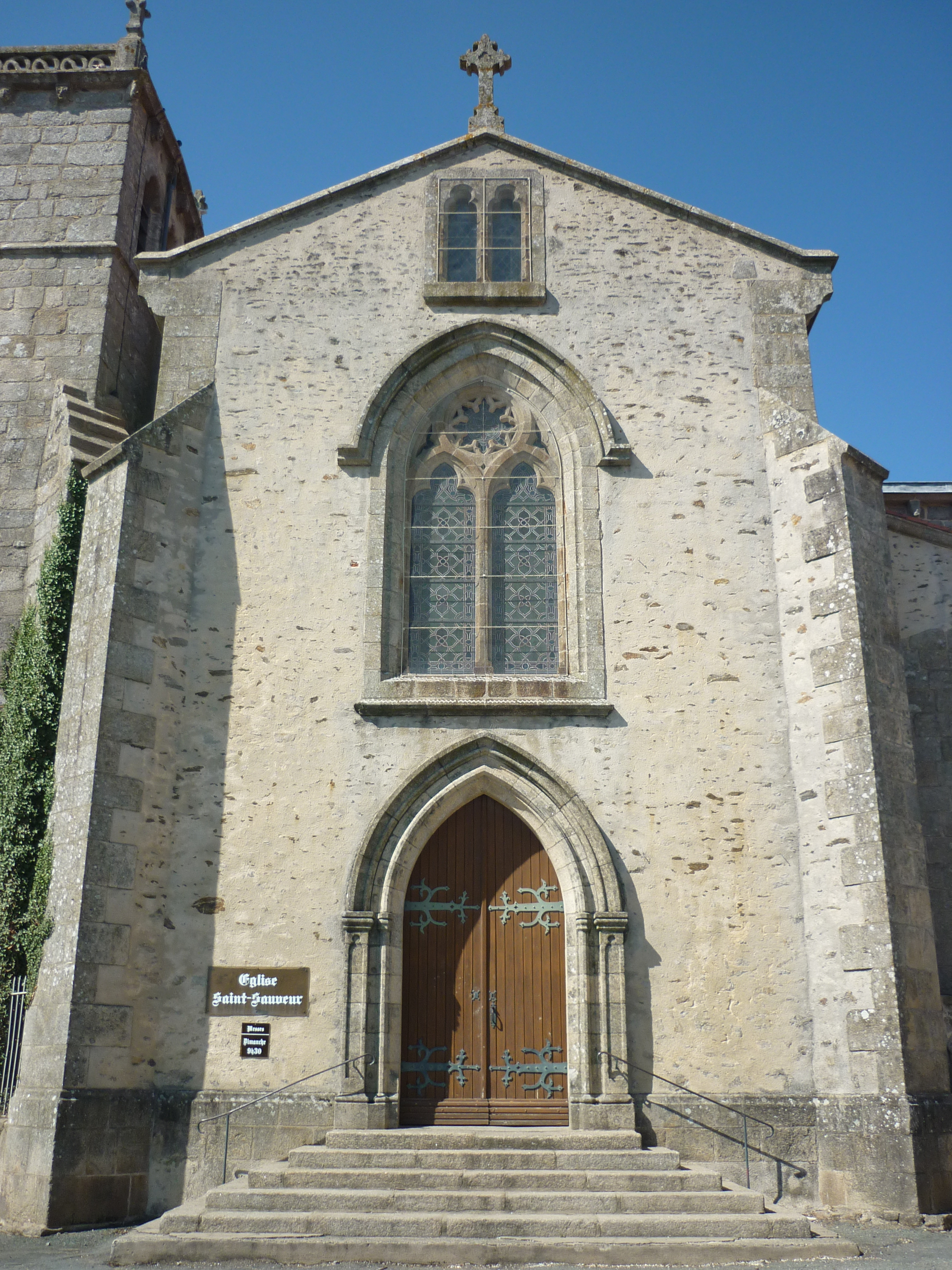
Église Saint-Sauveur d'Ardelay
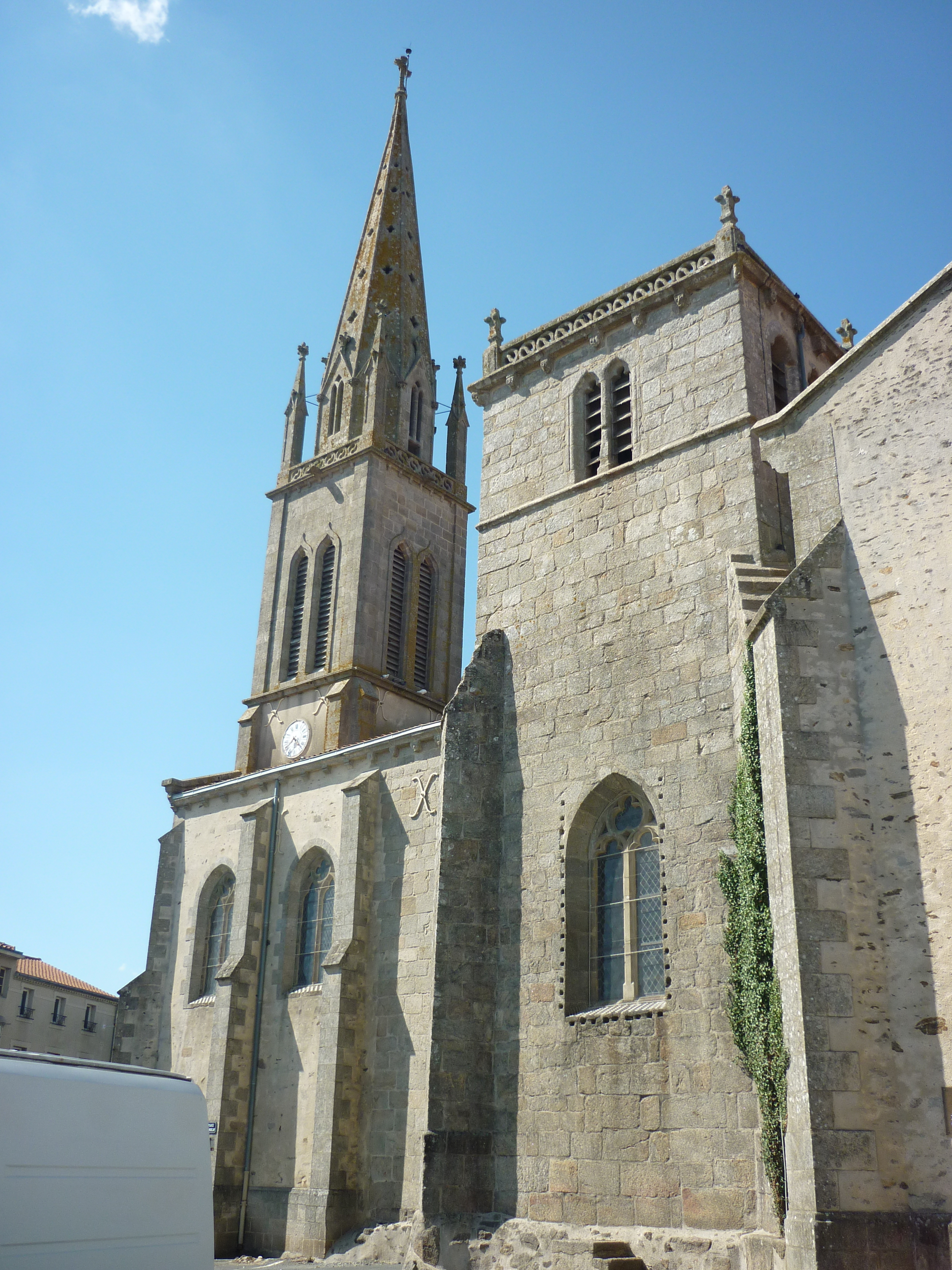
Église Saint-Sauveur d'Ardelay
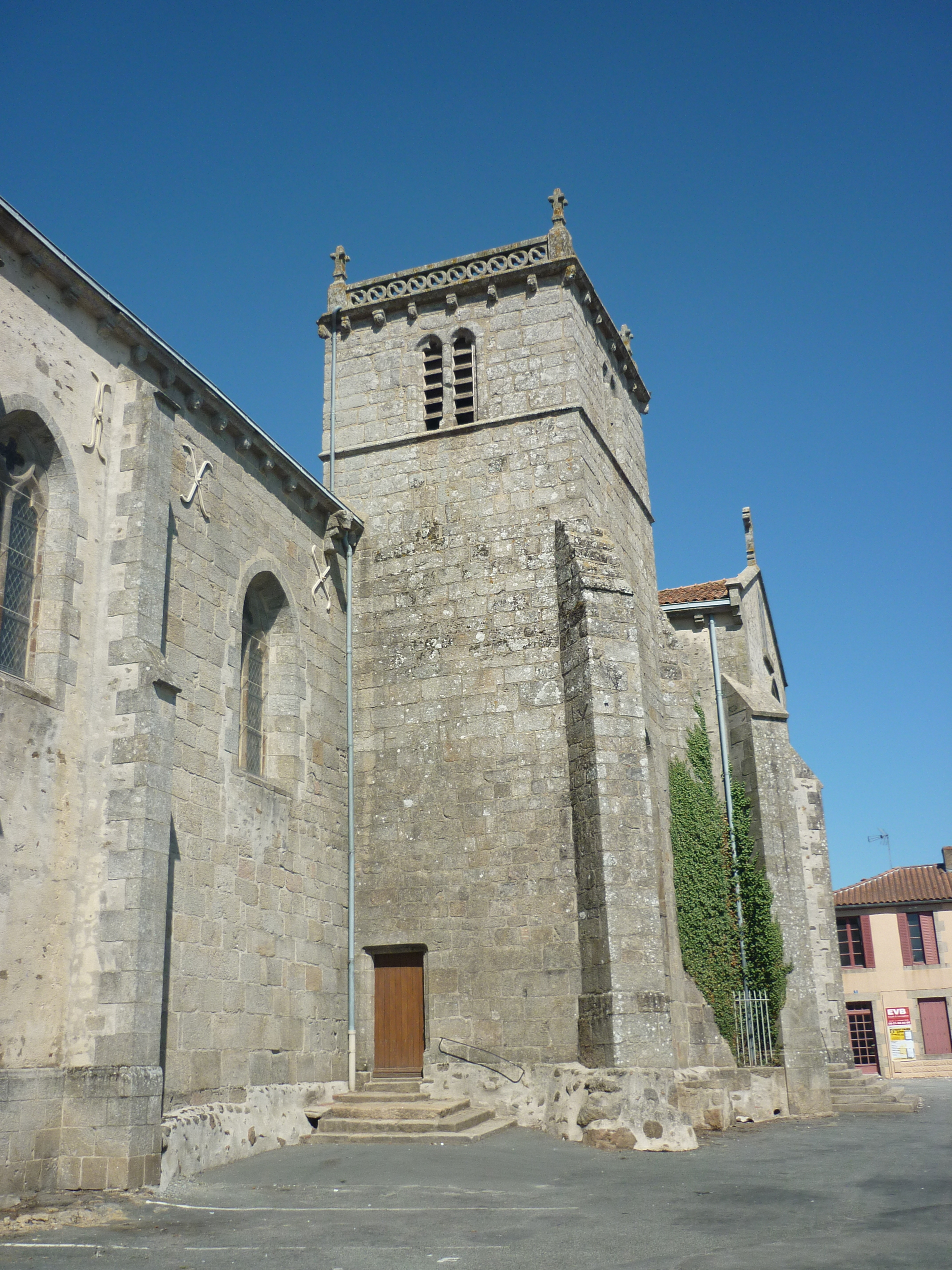
Église Saint-Sauveur d'Ardelay
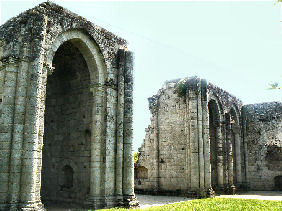
L'abbaye Notre-Dame de la Grainetière

#### Patrimoine civil

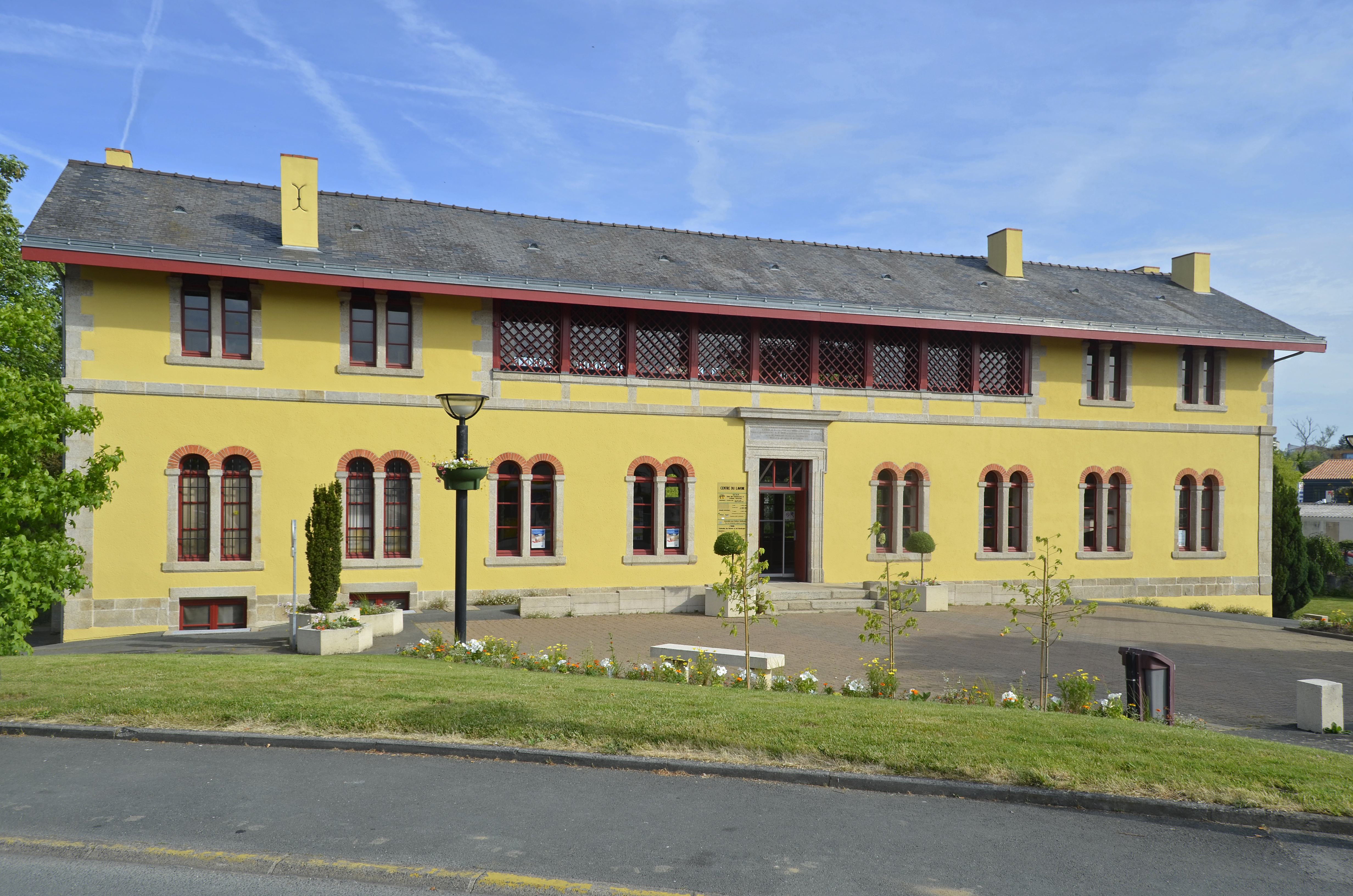
Le Lavoir.

- Le mont des Alouettes et ses célèbre moulins utilisés comme moyen de communication pendant les Guerres de Vendée.  Inscrit MH (1975)[47].
- Le Chemin de fer de la Vendée.
- Le Lavoir : établissement de bains publics (milieu XIXe siècle)  Inscrit MH (1980)[48].
- Le Val de la Pellinière, premier éco-lotissement d'architecture contemporaine de France.

### Patrimoine culturel

#### Espace Herbauges
L'Espace Herbauges, lieu de diffusion, a accueilli plus de 150 000 spectateurs en 12 ans[réf. nécessaire].
Le château d'Ardelay, protégé au titre des Monuments historiques[réf. nécessaire] accueille des expositions de peintres, sculpteurs, plasticiens et photographes. L’abbaye de la Grainetière reçoit régulièrement des musiciens régionaux (jazz, classique, voix, création contemporaine, etc.).

#### La Tour des arts
Ouverte en 2010, la Tour des arts est un espace d'enseignement, de création et de diffusion artistique. Le bâtiment, doté de dernières technologies d'apprentissage et d'enregistrement (studio MAO), accueille les écoles de musique et danse et près d'une dizaine d’associations. Le lieu propose également au sein de son auditorium des conférences sur l'art, des concerts, du théâtre, de la danse.

#### Apprentissage culturel
La ville compte également :
- une école municipale de musique (plus de 460 élèves) ;
- des écoles associatives de danse, de dessin, de théâtre et de sculpture.

#### Autres
- Cinéma Le Grand Lux ;
- Festival de Poupet à Saint-Malô-du-Bois.

#### Cinéma
En juin 1992, la maire proche de Philippe de Villiers, Jeanne Briand, fait interdire au cinéma Grand Écran la projection du film Basic Instinct de Paul Verhoeven. L'édile déclare que le film avec Michael Douglas et Sharon Stone est « une apologie du crime et de la violence, qui exacerbe des pulsions qui peuvent conduire au viol [...] Si la criminalité est en hausse en France, c'est à cause de ces films. »,.

### Personnalités liées à la commune
- Catherine de Parthenay, humaniste du XVIIe siècle, élève du mathématicien François Viète ;
- Michelle de Saubonne, humaniste du XVIe siècle qui a fait connaître Marot et Bernard Palissy ;
- Henri-François des Herbiers, marquis de l'Estenduère, dit « l'amiral des Herbiers » ou « l'amiral de l'Étenduère », officier de marine de la Royale, commandant en chef de la marine de guerre à Rochefort ;
- Jean-Louis Chaigneau, député au Conseil des Cinq-Cents né à Ardelay ;
- Marie-Eugène de Jousbert, dit « le chevalier du Landreau » (1787-1853), a combattu sous les ordres de Napoléon jusqu'à la bataille de Leipzig puis rallié le soulèvement royaliste en Vendée l'année suivante au cours duquel il prend la tête de la cavalerie locale et acquiert le surnom de « Terreur des Bleus »[51] ;
- Gustave Lelièvre (1829-1912), conseiller municipal pendant cinquante-deux ans de la commune des Herbiers ;
- Marie Chiffon (1835-1882), militante républicaine qui fut ambulancière pendant la Commune de Paris ;
- Yves Boivineau, né à Ardelay, évêque d'Annecy ;
- Philippe de Villiers, homme politique vendéen, ancien ministre, vit aux Aubretières ;
- Claude Vincendeau, coureur cycliste ayant participé à quatre tours de France, deux tours d'Italie et un tour d'Espagne, coéquipier de Bernaudeau et de Bernard Hinault ;
- Florence Lepron, joueuse de basket-ball formée aux Herbiers et internationale française ;
- Grégoire Amiot, footballeur ;
- Jean-Marc Coicaud (en), théoricien juridique et politique, est né aux Herbiers[52].

### Héraldique, logotype et devise
| Blason de Les Herbiers | Blason  | De gueules aux trois fasces d'or.                |
| Blason de Les Herbiers | Détails | Le statut officiel du blason reste à déterminer. |

Logo avant 2011.
Logo de 2012 a 2019.
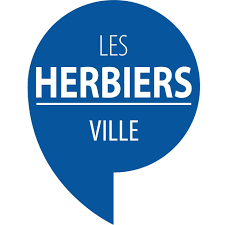
Logo depuis 2019.

## Pour approfondir